# Marek Pęk
Marek Pęk (ur. 8 sierpnia 1975 w Rzeszowie) – polski polityk i prawnik, senator IX, X i XI kadencji (od 2015), wicemarszałek Senatu IX i X kadencji (2019, 2020–2023).

## Życiorys
Absolwent Wydziału Prawa i Administracji Uniwersytetu Jagiellońskiego (2001). W 2006 ukończył studia podyplomowe z prawa europejskiego. Zajmował się doradztwem prawnym w zakresie m.in. prawa gospodarczego i zamówień publicznych. Był także konsultantem posłów i eurodeputowanych. W 2006 i 2014 bezskutecznie kandydował z listy Prawa i Sprawiedliwości do sejmiku małopolskiego.
W wyborach parlamentarnych w 2015 z ramienia PiS został wybrany do Senatu IX kadencji w okręgu wyborczym nr 31. W poprzedniej kadencji senatorem z tego okręgu był jego ojciec Bogdan Pęk, który nie znalazł się ponownie na listach wyborczych PiS i nie ubiegał się o reelekcję. 26 czerwca 2019 został wybrany wicemarszałkiem Senatu RP w miejsce Adama Bielana, który został posłem do Parlamentu Europejskiego.
W wyborach w 2019 z powodzeniem ubiegał się o senacką reelekcję, otrzymując 122 468 głosów. W Senacie X kadencji został wybrany na przewodniczącego Komisji Gospodarki Narodowej i Innowacyjności. 13 maja 2020 został wybrany wicemarszałkiem Senatu RP, otrzymując 95 głosów. Zastąpił Stanisława Karczewskiego, który zrezygnował z tej funkcji.
W 2023 utrzymał mandat senatora na kolejną kadencję (z wynikiem 112 571 głosów). Został następnie kandydatem Prawa i Sprawiedliwości na urząd marszałka Senatu, przegrywając w głosowaniu z Małgorzatą Kidawą-Błońską z KO (otrzymał 33 głosy, podczas gdy jego kontrkandydatkę poparło 66 senatorów). Nie został też wybrany na wicemarszałka izby. W 2024 bezskutecznie startował w wyborach do Parlamentu Europejskiego.

## Wyniki wyborcze
| Wybory | Komitet wyborczy                | Komitet wyborczy       | Organ                            | Okręg            | Wynik        |
| ------ | ------------------------------- | ---------------------- | -------------------------------- | ---------------- | ------------ |
| 2006   |                                 | Prawo i Sprawiedliwość | Sejmik Województwa Małopolskiego | nr 2             | 5277 (3,80%) |
| 2014   | 5652 (3,61%)                    | Prawo i Sprawiedliwość | Sejmik Województwa Małopolskiego | nr 2             |              |
| 2015   | Senat IX kadencji               | Prawo i Sprawiedliwość | nr 31                            | 85 793 (49,90%)  |              |
| 2019   | Senat X kadencji                | Prawo i Sprawiedliwość | nr 31                            | 122 468 (57,35%) |              |
| 2023   | Senat XI kadencji               | Prawo i Sprawiedliwość | nr 31                            | 112 571 (43,93%) |              |
| 2024   | Parlament Europejski X kadencji | Prawo i Sprawiedliwość | nr 10                            | 9726 (0,65%)     |              |

## Życie prywatne
Jego dziadkiem był malarz i żołnierz AK Zbigniew Jan Krygowski. Syn Bogdana i Barbary. Żonaty, ma troje dzieci.